# 千坂恭二
千坂 恭二（ちさか きょうじ、1950年3月18日 - ）は、日本の思想家、思想史家。本名は平野和男（ひらの かずお）。千坂は母方の曾祖母の生家の苗字。

## 来歴
大阪市に、祖父の代までは地元の住吉区、住之江区の庄屋で富裕郷士だった没落旧家の一族の子として生まれる。母方も新潟出自の東京系の旧家で、祖父の代は遠縁に華族（都築男爵家）がいた士族。
小学生、中学生の頃は文学少年だったが、1968年頃にバクーニンの総破壊の思想と精神の影響を受けた超過激派のバクーニン主義者として、上宮高校在学の頃からアナキズム運動に参加し、高校生から浪人生の頃は、黒色高校生連盟、アナキスト高校生連合全国委員長や大阪浪共闘社会革命左派として活動した。
1969年10月1日、アナキスト革命連合（ARF）の一員として大阪芸大占拠封鎖の夜襲闘争に突入部隊として参加。大阪府警と奈良県警の河内飛鳥一帯にかけての深夜の広範囲な包囲網と大規模な山狩りによって逮捕される。
1970年に反安保闘争で上京し、闘争後そのまま東京で新左翼としての思想活動を始める。21歳になった1971年に「独学・独断・独行」の「戦後最年少のイデオローグ」（『週刊読書人』）として松田政男編集の『映画批評』に映画評論を連載し、『情況』『現代の眼』『構造』『現代思想』などでアナキズム論やバクーニン論などの政治思想から文学、芸術について思想を展開。マルクス主義については批判の論陣を展開したが、廣松渉の物象化論には深い関心を持った。
1980年前後の頃から、エルンスト・ユンガーと、蓮田善明（三島由紀夫の感情教育の師とされた国文学者）や日本浪曼派について取り組んだ。文学、歴史や芸術にも関心が強く、イスカリオテのユダ、ワーグナーやシェーンベルクその他について執筆し、また20代の時からジョゼフ・ド・メーストルやコンスタンチン・レオンチェフなどの反動主義思想にも親しんでいる。  
1987年に大阪に戻る。
1990年代に右翼の青年民族派の牛嶋徳太朗による、戦前の中野正剛の東方会機関誌『東大陸』の正式な再刊に参加、協力した。
1995年に45歳で立命館大学文学部哲学科に社会人学生として入学し、1999年に卒業（この時まで最終学歴は「高卒」だった）。

### 隠遁と復活
1980年代半ば以降、本格的な隠遁の結果から商業メディアに文章を公表しなかった。その後長い隠遁と沈黙、絶筆の期間が過ぎ、2008年以降『歴史読本』（新人物往来社）での戦後アナキスト像、『情況』（情況出版）での連合赤軍論、『悍』（白順社）での全共闘とファシズム論などで著述活動を再開した。
外山恒一によると全共闘時代の過激さそのままに「ほとんどそのままの冷凍保存状態で現代に蘇ってきた怪人物」とのこと。
現在はアジア主義に取り組み、大東亜戦争を「革命戦争」と捉え戦後に対して、玉音放送を阻止しようとした陸軍省の畑中健二少佐や降伏を拒否した厚木の第三〇二海軍航空隊司令の小園安名大佐たちの戦争継続の路線を日本の正史として対置し、左の侵略戦争論も右の防衛戦争論も日本の戦争の歴史的意味を隠蔽するものとして批判。千坂の友人の絓秀実は「アナルコ・ファシスト」と評している（『en-taxi』扶桑社）。また、1968年の全共闘や新左翼の戦後に対する暴力闘争を、大東亜戦の降伏を拒否する本土決戦派の歴史的再生と捉え、日本赤軍を、現代版の南朝（吉野朝）的存在と見る。
皇室のルーツに関する神話である「天孫降臨」についても、それを外部からの来訪と見なし、記紀に描かれた神武天皇による大和建国を、大和の既存保守勢力に対する外部勢力の侵攻による革命的建国（「神武革命」）と捉え、天皇の系譜上のルーツは、外部へと通じる構造を持つことから、天皇の系譜的ルーツこそ、グローバリズム時代における閉鎖性に穴を開ける「破壊的性格」（ベンヤミン）であり「魔術的零点」（ユンガー）としての革命であるとする。
第二次世界大戦については、警察的勢力としての連合軍に対する枢軸軍を革命的勢力として位置づけるが（だから戦後に、敗戦国に対する警察的なニュルンベルク裁判や東京裁判が行われたとする）、日本に関しては南京大虐殺や慰安婦問題は無かったという保守派の歴史観やホロコーストは無かったという歴史修正主義には批判的であり、ホロコーストについては、むしろそれを遂行させた論理と倫理的背景の追求を主張している。
「1968年」論として語られる全共闘や学生運動については年長世代と年少世代の意識の違いなど独特の全共闘論を『VIEWS』（講談社）や最近の『産経新聞』の「さらば革命的世代」第3部のインタビューで語っている。
現在の新左翼については、「はっきりいえば新左翼は終わっている。だから生き残った彼らは社民として生命を食いつなぐしかない。もし革命性を再構築せんとするならば、晩年のマルクスが実はそうであったようにマルクス主義的な新左翼思想は、私がバクーニンを手がかりに考えたような、反独裁の独裁、反前衛の党を志向することだ。」と語っている。
2007年からMixi、Twitter、Facebookをしており、思想から過去の学生運動や恋愛その他の体験などを記している。
2009年2月28日にジュンク堂書店池袋店で「全共闘・大東亜戦争・世界革命戦争」のトークイベント。その後も東京の阿佐ヶ谷ロフトや大阪の難波・千日前の味園ビルにあるなんば紅鶴その他の会場での各種のトークイベントに出演している。
2014年から、毎月、定期的に、思想、政治、芸術に関する研究会を、難波・千日前にある関西の未来派的芸術グループのスペースTorary Nandで行っている。
2018年に千坂恭二『歴史からの黙示』出版記念トークセッションとして絓秀実と「千坂恭二×絓秀実「1968年革命の限界と可能性」」を行う。

## 著作

### 単著
- 『歴史からの黙示』（1972年、田畑書店）ASIN B000J9P1CY
- 『思想としてのファシズム─「大東亜戦争」と1968』（2015年7月24日、彩流社）ISBN 978-4-7791-2143-2
- 『歴史からの黙示・アナキズムと革命』（2018年、増補改訂新版、航思社）ISBN 978-4-906738-35-9
- 『哲学問答2020─ウィルス塹壕戦』（2020年、現代書館）ISBN 978-4-7684-5890-7

### 共著
- 『ドイツ・ニューシネマを読む』（1989年、瀬川裕司他と共著、フィルムアート社）ISBN 4-8459-9296-5

## 論文・エッセイ、他
- 「無政府主義革命の黙示録──国家撃攘と共同体への原基」（『情況』1972年2月号）
- 「国家を撃つテロルの地平──若松孝二『天使の恍惚』は六〇年代を総括しえたか」（『映画批評』1972年3月号）
- 「歴史のなかの〈生〉と〈死〉──『ニコライとアレクサンドラ』『死刑台のメロディ』『暗殺の森』」（『映画批評』1972年4月号）
- 「マラパルテ・クーデターの技術」（『情況』1972年4月号）
- 「完成されざる革命のために──『偉大な生涯の物語』によせて──神・超人・革命家」（『映画批評』1972年5月号）
- 「歴史における巨視と微視──『11人のカウボーイ』『わらの犬』『時計じかけのオレンジ』他」（『映画批評』1972年6月号）
- 「テロルが孕む革命の原質」（『現代の眼』1972年6月号）
- 「ロシアにおける革命と反革命──ソ連映画『帰郷』は国内戦の真実をいかに描き出したか」（『映画批評』1972年7月号）
- 「不可能性のインタナショナル──ソ連映画『ヨーロッパの解放』四部作を反面教師として」（『映画批評』1972年8月号）
- 「≪世界≫革命と国家・軍隊──インタナショナルの原質とは何か」（『情況』1972年8月号）
- 「不発の青春から青春の爆発へ──『さえてるやつら』『戦争を知らない子供たち』『夏の妹』」（『映画批評』1972年9月号）
- 「都市は国家を超えうるか──『フェリーニのローマ』に見る〈国家性時間〉の欠落」（『映画批評』1972年10月号）
- 「犯罪者と革命家の十字路──『帰らざる夜明け』『モダン・タイムス』『脱出』『冒険また冒険』」（『映画批評』1972年11月号）
- 「ドキュメンタリーへの指標──『反国家宣言』『バングラデシュ』『夜と霧』をめぐって」（『映画批評』1972年12月号）
- 「ロシヤ革命の背理」（『図書新聞』1973年1月27日第1197号）
- 「ドン・キホーテの「見果てぬ夢」──『ラ・マンチャの男』におけるロマンと組織論の回路」（『映画批評』1973年2月号）
- 「無学なデマゴーグへの嘲笑──須藤久における反近代主義の「理性」と「感性」」（『映画批評』1973年3月号）
- 「上部構造への進駐とは何か──〈映画=運動j〉における表現過程と運動過程をめぐって」（『映画批評』1973年5月号）
- 「総破壊の使徒バクーニン・初期バクーニン」（『情況』1973年9月号）
- 「総破壊の使徒バクーニン・汎スラヴ革命主義」（『情況』1973年11-12号）
- 「総破壊の使徒バクーニン・革命的社会主義」（『情況』1974年5月号）
- 「現代を狼狽させる稀書──J・ド・メーストル『サン・ペテルスブルグの夜話』（『図書新聞』1974年10月26日第1285号）
- 「反アナキズム論序説──唯一的革命の神話と構造」（『情況』1975年1-2月号）
- 「秘儀としての革命政治」（『現代の眼』1975年3月号）
- 「物象化論とシュティルナー──唯一者と唯物史観の相克と異相」（『情況』1975年4月号）
- 「『資本論』の論理と国家論──国家論カテゴリーの確立に向けて」（『情況』1975年6月号）
- 「テロルの政治と空間──三島由紀夫の場合」（『情況』1975年9月号）
- 「ニーチェ　悲劇の誕生とアリアドネ──ワーグナー音楽の評価から」（『現代思想』1975年8-9月号）
- 「『資本論』の人間廃絶の理論──超現実的実在としての商品の位相」（『現代の眼』1976年1月号）
- 「シェーンベルクとファシズム──音楽の精神と美の物象化」（『情況』1976年5月号）
- 「イスカリオテのユダ──思想の存在もしくは思想の表現者」（『現代の眼』1976年9月号）
- 「エルンスト・ユンガーの体験──鋼鉄の嵐とその言葉」（『現代の眼』1977年6月号）
- 「アイデンティティとしての不健康」（『現代の眼』1978年10月号）
- 「言語と状況。『表現』と『規範』をめぐって──吉本隆明『初期歌謡論』批判」（『EXPERIMENT』1980年7号）
- 「エルンスト・ユンガーの戦争からの黙示──イロニーの終焉と表現」（『弾道』1980年第1号）
- 「西ドイツ過激派通信」（『インパクト』1980年12月第9号）
- 「軍人エルンスト・ユンガー──その死と作家の誕生」（『跋折羅』1981年9月第7号）
- 「上阪と下京」（『現代の眼』1982年12月号）
- 「エルンスト・ユンガーの文学空間──戦場の魔術的現実」（『TRUPP』1988年第2号）
- 「ドイツ・ナショナリズムの史的状況──ユンガーと戦後体験のナショナリズム」（『東大陸』1991年第1号）
- 「アルミン・モーラーの保守革命論とナチズム──ドイツファシズムのイデオロギー状況」（『東大陸』1992年第2号）
- 「蓮田善明・三島由紀夫と現代の系譜──戦後日本と保守革命」（『東大陸』1993年第3号）
- 「天皇制と皇后ボナパルティズム」（『東大陸』1995年第4号）
- 「日本的前衛とアジアの大衆──アジア主義の革命と戦争」（『情況』1997年8-9月号）

　　http://www.linelabo.com/Asian_principles_01.htm （上記論文のWeb再録）
- 「アナキスト革命連合」（『別冊歴史読本2』2008年3月）
- 「連合赤軍の倫理とその時代」（『情況』2008年6月号）
- 「一九六八年の戦争と可能性──アナキズム、ナショナリズム、ファシズムと世界革命戦争」（『悍（HAN）』2008年10月創刊号）
- 「バクーニンとクロポトキン──アナキズムとマルクス主義の対立史観の由来について」（『情況』2009年5月号）
- 「シュティルナーとマルクス──「唯一者」と「社会的諸関係の総体」（『情況』2009年6月号）
- 「もう一つの全共闘・年少世代」（『情況』2009年8-9月合併号）
- 「内的体験としての暴力──Ｅ・ユンガーと戦争肯定の思想」（『悍(HAN)』2009年10月第3号）
- 「革命は電撃的に到来する――大きな物語は消滅したのか」（『悍(HAN)』2010年5月第4号）
- 「千坂恭二ロングインタビュー。革命戦争としての新左翼・ファシズム・ホロコースト」（『新文学』2010年03号）
- 「日本は天孫降臨以来の革命国家である。八紘一宇のナショナル・ボルシェヴィズムへ」（『デルクイ』2011年01号）
- 「エルンスト・ユンガーと文学の誕生」（『メインストリーム』2011年01号）
- 「表現にとって弾圧とは何か──千坂恭二インタビュー」（『メインストリーム』2012年02号）
- 「右も左も革命戦線異状なし」（『デルクイ』2013年02号）
- 「憎むべきではなく解き明かすべき罪」（『映画芸術』2013年445号）
- 「さよならアドルフ。クローズアップを多用し全体を遮断する」（『映画芸術』2014年446号）
- 「シャトーブリアンからの手紙。エルンスト・ユンガーからこの映画を見る」（『映画芸術』2014年449号）

他、多数。

## 翻訳
- ゲルハルト・ローゼ「E・ユンガーの革命的ナショナリズム」（『エルンスト・ユンガー。形態と著作』（Gerhard Loose:Ernst Jünger.Gestalt und Werk.）の附論。『同時代思想』1980年第3号）